# Christian Zöllner
Christian Zöllner (* 1939 in Berlin) ist ein deutscher Historiker und Politologe sowie ehemaliger Politiker (CDU). Er war von 1990 bis 1994 Landrat des Landkreises Teterow.

## Leben
Als ältestes von neun Kindern wurde Christian Zöllner 1939 in Berlin-Spandau geboren. Da sein Vater dort als Missionar tätig wurde, zog die Familie 1949 nach Südafrika, wo er 17 Jahre lang lebte. Nach einem Studium der Geschichts- und Politikwissenschaften in Südafrika und Marburg promovierte Zöllner in Braunschweig zum Dr. phil.
Zunächst war Zöllner als Akademischer Rat in Niedersachsen tätig. Er wechselte 1975 in den Dienst des Landes Schleswig-Holstein, erst im Kultusministerium, anschließend in der Staatskanzlei. In dieser Zeit war er auch Geschäftsführer des Schleswig-Holstein Musik Festivals.
Nach der Wiedervereinigung unterstützte er den Aufbau der Staatskanzlei des Landes Mecklenburg-Vorpommern und war von 1990 bis 1994 Landrat des Landkreises Teterow.
Im Anschluss kehrte er nach Kiel zurück und war von 1995 bis 2007 Direktor der Hermann Ehlers Akademie.
Zöllner ist Geschäftsführer und Vorstandsmitglied der Werner-Petersen-Stiftung sowie Präsident des DRK-Kreisverbands Kiel.
Außerdem ist er Autor zahlreicher geschichtswissenschaftlicher Publikationen.
Sein jüngster Bruder ist der Historiker und Japanologe Reinhard Zöllner.